# Phare de Charlotte-Genesee
Le phare de Charlotte-Genesee (en anglais : Charlotte-Genesee Lighthouse), est un phare actif situé dans le quartier de Charlotte à Rochester sur le lac Ontario, dans le Comté de Monroe (État de New York).
Il est inscrit au Registre national des lieux historiques depuis le 13 août 1974 .

## Histoire
Le phare est situé sur le lac Ontario, à l’embouchure de la rivière Genesee. Il fonctionnait, à l'origine, avec 10 lampes de type Argand à l' huile de baleine, qui ont été remplacées par une lentille de Fresnel en 1853.
Le 28 février 1881, le phare est éteint à cause du changement de l'embouchure de la rivière. La lumière a ensuite été déplacée vers un quai en 1884.
En 1965, les élèves de l'école secondaire Charlotte High School ont lancé une campagne de correspondance afin de préserver le phare d'une destruction imminente. Il a été déclaré excédentaire en 1981 par le gouvernement. Il appartient maintenant au comté de Monroe et est géré en tant que musée par la Charlotte Genesee Lightouse Historical Society, une organisation bénévole à but non lucratif. Il fait partie du sentier de la voie maritime, une route panoramique nationale et il est ouvert au public.
Depuis 2014, le phare est de nouveau actif et figure dans la liste des feux de la garde côtière américaine sous le numéro 2333.

## Description
Le phare  est une tour octogonale en pierre de taille avec une galerie et une lanterne de 12 m de haut. La tour est peinte en blanc et la lanterne est noire. Il émet, à une hauteur focale de 14 m, un éclat blanc fixe. Sa portée est de 9 milles nautiques (environ 17 km).
Identifiant : ARLHS : USA-320 ; USCG : 7-2333 .
|                  |
| Le phare en 2006 |

|                  |
| Le phare en 2018 |

### Lien connexe
- Liste des phares de l'État de New York